# Gregor Bermbach
Gregor Bermbach (Höchst-Francoforte, 17 febbraio 1981) è un bobbista tedesco.

## Biografia
Compete dal 2006 come frenatore per la squadra nazionale tedesca. Esordì in coppa del mondo nella stagione 2007/08 a Calgary ottenendo il quattordicesimo posto nel bob a quattro. Conquista il suo primo podio nonché la sua prima vittoria il 7 dicembre 2008 ad Altenberg nella specialità a quattro.
Ha partecipato a due edizioni dei giochi olimpici, a Vancouver 2010 ottenne il nono posto nel bob a due e il settimo nel bob a quattro mentre a Soči 2014 si classificò ottavo nella specialità a quattro. 
Ai campionati mondiali vanta tre argenti, due nel bob a quattro, ottenuti a Schönau am Königssee 2011 e a Igls 2016 e uno nella gara a squadre vinto a Winterberg 2015. 
Nelle rassegne continentali detiene invece due bronzi ottenuti a Sankt Moritz 2009 e a Schönau am Königssee 2014, entrambi nel bob a quattro.

## Palmarès

### Mondiali
- 3 medaglie:
  - 3 argenti (bob a quattro a Schönau am Königssee 2011; gara a squadre a Winterberg 2015; bob a quattro a Igls 2016).

### Europei
- 2 medaglie:
  - 2 bronzi (bob a quattro ad St. Moritz 2009; bob a quattro ad Schönau am Königssee 2014).

### Coppa del Mondo
- 15 podi (2 nel bob a due, 12 nel bob a quattro, 1 nella gara a squadre):
  - 4 vittorie (1 nel bob a due, 3 nel bob a quattro);
  - 8 secondi posti (1 nel bob a due, 6 nel bob a quattro, 1 nella gara a squadre);
  - 3 terzi posti (nel bob a quattro).

#### Coppa del Mondo - vittorie
| Data             | Luogo                | Paese    | Disciplina                                                            |
| ---------------- | -------------------- | -------- | --------------------------------------------------------------------- |
| 7 dicembre 2008  | Altenberg            | Germania | a quattro con Karl Angerer (pilota), Matej Juhart ed Andreas Udvari   |
| 11 gennaio 2009  | Schönau am Königssee | Germania | a squadre con Karl Angerer (pilota), Alex Mann ed Andreas Udvari      |
| 4 dicembre 2010  | Calgary              | Canada   | a due con Karl Angerer (pilota)                                       |
| 13 dicembre 2015 | Schönau am Königssee | Germania | a quattro con Nico Walther (pilota), Marko Hübenbecker ed Eric Franke |

### Circuiti minori

#### Coppa Europa
- 13 podi (3 nel bob a due, 10 nel bob a quattro):
  - 9 vittorie (3 nel bob a due, 6 nel bob a quattro);
  - 3 secondi posti (tutti nel bob a quattro);
  - 1 terzo posto (nel bob a quattro).